# Bhimaguttapalli, Srinivaspur
Bhimaguttapalli là một làng thuộc tehsil Srinivaspur, huyện Kolar, bang Karnataka, Ấn Độ.